# ブリュッセル・グリフォン
ブリュッセル・グリフォン（英：Brussels Griffon）は、ベルギー原産の小型の犬種である。赤茶色のワイヤーコートを特徴とする。フランス語ではグリフォン・ブリュッセロワ（Griffon Bruxellois）といい、英語でもグリフォン・ブリュッセルなどともいう。
同じベルギー産の小型のグリフォンに、黒い被毛のベルジアン・グリフォンと、スムースコートのプチ・ブラバンソンがある。以上3種は国際畜犬連盟等では別犬種として登録されているが、イギリスのザ・ケネルクラブ等、被毛のバリエーションと見なしてすべて「ブリュッセル・グリフォン」として登録する畜犬団体もある。また、国際畜犬連盟の犬種標準でも、3種間の交配を認めている。

## 歴史
グリフォンはヨーロッパ北西部に見られる、硬めの被毛を持つ猟犬である。「グリフォン」の語源は「ワイヤーコート」という説や、「捕まえる」という意味の動詞 griffer の変形という説がある。ブリュッセル・グリフォンの祖先はその中でもベルギーの都市部でネズミなどの害獣を駆除していた小型犬である。特に馬小屋で使われたため、「馬小屋の犬（グリフォン・デキュリー、仏: griffon de'ecurie）等と呼ばれていた。また、御者のペットとして馬車に乗せられることもあった。

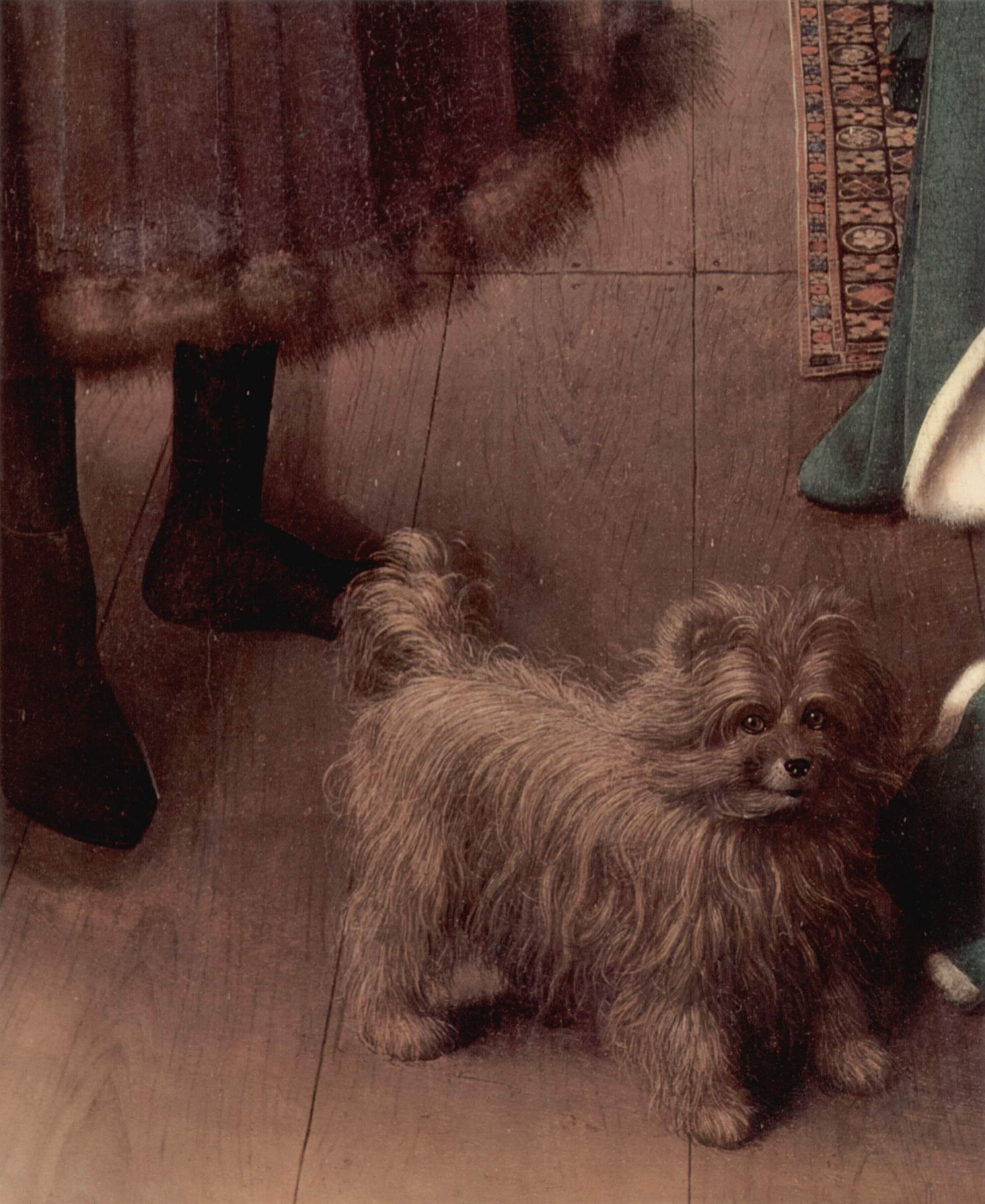
ヤン・ファン・エイク「アルノルフィーニ夫妻像」（1434年）の足元に描かれた小型犬。後のブリュッセル・グリフォンと較べると顔はつぶれておらず、被毛も長い。

19世紀後半に、小型のグリフォンは上流階級の女性の愛玩犬として大流行した。特に1870年代に、ベルギー王妃マリー＝アンリエットが小型のグリフォンを愛犬としたことがきっかけともいう。ここから、より小型で、人間に似た平たい顔貌を持ち、安定した毛色となるように改良が進んだ。改良の過程は定かでないが、アーフェンピンシャーやパグ、ヨークシャー・テリアなどが交配されたという説がある。また、キング・チャールズ・スパニエルが交配されたという説もある。さまざまな地域の犬の血が入っていることから、ブルース・フォーグルは本種を「ユーロ・ドッグ」であると評している。
流行が頂点に達したのは戦間期の1920年代で、ブリュッセルに繁殖用のメス犬が5000頭以上いたという。しかし改良の結果、生殖に困難を抱えるようになったために20世紀後半には頭数を減らし、また世界各地にもあまり広まっていないとされる。ただし、日本でも毎年、数百頭の登録がジャパンケネルクラブにある。

## 特徴
体高18〜20cm、体重3〜5kgの小型犬である。マズルはつぶれていて、顎鬚や口髭が豊かである。全身を硬く長いラフコートに覆われていて、毛色は赤みがかったブラウンである。華奢な体格で脚は細長く、胸は深い。耳は半垂れ耳かボタン耳、尾は垂れ尾であるが、耳は断耳して立たせ、尾は短く断尾することもある。
性格は明るく温厚で、友好的である。活発だが総運動量はやや少なめで、力も強くないため飼育もしやすい。かかりやすい病気は短吻種にありがちな呼吸器疾患や口蓋裂、眼疾患などがある。また暑さに弱い。
本種はブリーディングに関するリスクを多く持っている犬種でもある。雌犬はもとから妊娠しにくく、偽妊娠もよく起こる。妊娠できても1回の出産で生まれる仔犬数は1〜2頭と少なく、母体に対し仔犬が大きいため、高い確率で帝王切開での分娩が必要となる。新生児は虚弱体質のものが多く、生後数週間の死亡率も約60％と非常に高い。このため、繁殖には高度なブリーディング技術と熟練した技師が必要となり、故に必然的に仔犬の値段が高くなる。ブリュッセル・グリフォンは、国際畜犬連盟の標準でもベルジアン・グリフォンやプチ・ブラバンソンとの交配が認められており、また一腹から3種のいずれもが生まれる。また、1920年代頃は現在のようなブリーディングに関するトラブルはほとんど無く、自然分娩で一胎5〜7頭の仔犬が生まれていたことが記録に残されている。